# Kevin Jarre
Kevin Jarre (Detroit, Michigan, 6 de agosto de 1954 – 3 de abril de 2011) foi um roteirista estadunidense.
Era filho adotivo do compositor de trilhas sonoras Maurice Jarre, e meio-irmão adotivo do produtor de música eletrônica e tecladista francês Jean Michel Jarre.
Kevin morreu em sua casa em Santa Mônica, Califórnia  de insuficiência cardíaca. Tinha 56 anos.

## Filmografia

### Como roteirista
- 1999 The Mummy (A Múmia)
- 1997 The Devil's Own (Inimigo Íntimo)
- 1993 Tombstone (Tombstone - A justiça está chegando)
- 1989 Glory (Tempo de Glória)
- 1985 Rambo: First Blood Part II (Rambo II - A Missão)

### Como produtor
- 1999 The Mummy (A Múmia)
- 1997 The Jackal (O Chacal)

### Como diretor
- 1993 Tombstone (Tombstone - A justiça está chegando) (cenas com Charlton Heston)